# يونيون كاربيد
شركة يونيون كاربيد (بالإنجليزية: Union Carbide Corporation)‏ هي شركة كيميائية أمريكية مملوكة لشركة داو كيميكال (منذ 6 فبراير 2001) . تأسست الشركة في عام 1917. توظف الشركة حاليا أكثر من 2,400 شخص. تنتج يونيون كاربيد المواد الكيميائية والبوليمرات التي تخضع لعملية تحويل إضافية واحدة أو أكثر من قبل العملاء قبل الوصول إلى المستهلكين. كانت الشركة من بين العناصر الثلاثين لمؤشر داو جونز الصناعي.

## تاريخ
تأسست الشركة في 1 نوفمبر 1917 بعد اندماج Union Carbide التي تأسست عام 1898، وشركة ناشونال كاربون ‏ التي تأسست عام 1886 وشركة Linde Air Products، المصنعة للأكسجين السائل في بفالو، نيويورك، وشركة Prest- O-Lite المصنعة لكربيد الكالسيوم في إنديانابوليس. في عام 1920، أنشأت الشركة قسمًا للمواد الكيميائية الذي قام بتصنيع الإيثيلين جلايكول لاستخدامه كمانع لتجمد السيارات. استمرت الشركة في الاستحواذ على منتجي المواد الكيميائية ذات الصلة، بما في ذلك شركة باكيليت في عام 1939. غيرت الشركة اسمها إلى "Union Carbide Corporation" في عام 1957 وكان يشار إليها غالبًا باسم كاربيد. قامت بتشغيل مختبر أوك ريدج الوطني من عام 1947 إلى عام 1984.